# Kitahara Kana
Kitahara Kana (北原 佳奈; Hepburn: Kitahara Kana) (Fudzsieda, 1988. december 17. –) japán válogatott labdarúgó.

## Klub
A labdarúgást az Albirex Niigata csapatában kezdte. 2011 és 2015 között az Albirex Niigata csapatában játszott. 93 bajnoki mérkőzésen lépett pályára és 5 gólt szerzett. 2016-ban a Mynavi Vegalta Sendai csapatához szerződött.

## Nemzeti válogatott
2013-ban debütált a japán válogatottban. A japán válogatott tagjaként részt vett a 2015-ös világbajnokságon. A japán válogatottban 9 mérkőzést játszott.

## Statisztika
| Japán válogatott | Japán válogatott | Japán válogatott |
| Időszak          | Mérk.            | gól              |
| ---------------- | ---------------- | ---------------- |
| 2013             | 1                | 0                |
| 2014             | 6                | 0                |
| 2015             | 2                | 0                |
| Összesen         | 9                | 0                |

## Sikerei, díjai
Japán válogatott
- Világbajnokság:  Ezüst; 2015